# 兄弟山区域
兄弟山区域（ヒョンジェサンくいき）は、朝鮮民主主義人民共和国平壌直轄市にある行政区域の一つ。普通江が区内を北から南へ縦断する。

## 地理
市域の北西部にある。西側は万景台区域と、東は西城区域・龍城区域と、北は順安区域と、西は平安南道大同郡と接する。

## 行政区域
15洞・3里を管轄する。
| - 上堂洞（サンダンドン） - 西龍洞（ソリョンドン） - 西山洞（ソサンドン） - 西浦一洞（ソポイルトン） - 西浦二洞（ソポイドン） - 西浦三洞（ソポサムドン） - 石戦洞（ソクチョンドン） - 新間一洞（シンガニルトン） - 新間二洞（シンガニドン） - 新間三洞（シンガンサムドン） - 新美洞（シンミドン） - 前衛一洞（チョヌィイルドン） - 前衛二洞（チョヌィイドン） - 中堂洞（チュンダンドン） - 下堂一洞（ハダンイルトン） | - 下堂二洞（ハダンイドン） - 鶴山洞（ハクサンドン） - 弟山里（チェサンニ） - 川南里（チョンナムニ） - 兄山里（ヒョンサンニ） |

## 歴史
この節の出典
- 1960年10月 - 平壌直轄市西城区域川南里・鶴山里・新間里・西浦洞および下堂洞の一部、万景台区域棠村里・古泉里および鳳岫洞の一部、龍城区域新美里、平安南道順安郡大陽里の一部地域をもって、平壌直轄市兄弟山区域を設置。(2洞6里)
  - 棠村里・鳳岫洞が合併し、弟山里が発足。
  - 大陽里が新美里に編入。
  - 古泉里が兄山里に改称。
- 1963年 - 下堂洞の一部が分立し、上堂洞・中堂洞が発足。(4洞6里)
- 1965年 - 西城区域西山二洞を編入。(5洞6里)
  - 西山二洞が石戦洞に改称。
- 1972年 (7洞6里)
  - 下堂洞が分割され、下堂一洞・下堂二洞が発足。
  - 西浦洞が分割され、西浦一洞・西浦二洞が発足。
- 1979年 (11洞5里)
  - 西浦一洞の一部が分立し、西浦三洞が発足。
  - 新間里が分割され、新間一洞・新間二洞・新間三洞が発足。
- 1991年 (15洞3里)
  - 鶴山里が分割され、西山洞・鶴山洞が発足。
  - 新美里が新美洞に昇格。
  - 西浦二洞の一部が分立し、西龍洞が発足。

## 施設
- 鳳岫山
- 朝鮮芸術映画撮影所
- 平壌樹木園

## 交通
- 平義線
  - 西浦駅 - 間里駅
- 龍城線
  - 西浦駅
- 平羅線・柴井線
  - 間里駅